# 1950 en mathématiques
| Années des mathématiques : 1947 - 1948 - 1949 - 1950 - 1951 - 1952 - 1953    |
| Décennies des mathématiques : 1920 - 1930 - 1940 - 1950 - 1960 - 1970 - 1980 |

Cet article présente les faits marquants de l'année 1950 en mathématiques.

## Évènements
- Janvier : énoncé du dilemme du prisonnier par les mathématiciens américains Merrill M. Flood (en) et Melvin Dresher (en) de RAND Corporation, qui est formalisé en mai par Albert W. Tucker[1],[2].
- Mars : le mathématicien américain Claude Shannon publie dans le Philosophical Magazine l'article « Programming a Computer for Playing Chess[3] » précurseur dans le développement des programmes d'échecs et introduisant le nombre de Shannon.
- 5 avril : le mathématicien John von Neumann et l'équipe du météorologue Jule Gregory Charney réalisent grâce à l’ordinateur ENIAC les premières prévisions météorologiques assistées par ordinateur[4].
- Avril : Richard Hamming publie un article fondamental sur les codes correcteurs[5],[6] et d'où sont issus le code de Hamming et la distance de Hamming.
- Mai : le mathématicien John Forbes Nash développe le concept de l'équilibre de Nash, élément important de la théorie des jeux dans sa thèse soutenue à l'Université de Princeton[7].
- Octobre : le mathématicien britannique Alan Turing propose son test pour reconnaître une machine intelligente dans l'article « Computing Machinery and Intelligence » publié dans Mind[8]. Son prototype de calculateur programmable, l’Automatic Computing Engine, est finalement assemblé et mis en service le 10 mai par son collaborateur du National Physical Laboratory, James H. Wilkinson[9]. L'ACE est le premier ordinateur à effectuer des calculs en virgule flottante. Il sera commercialisé dès 1955.

## Naissances

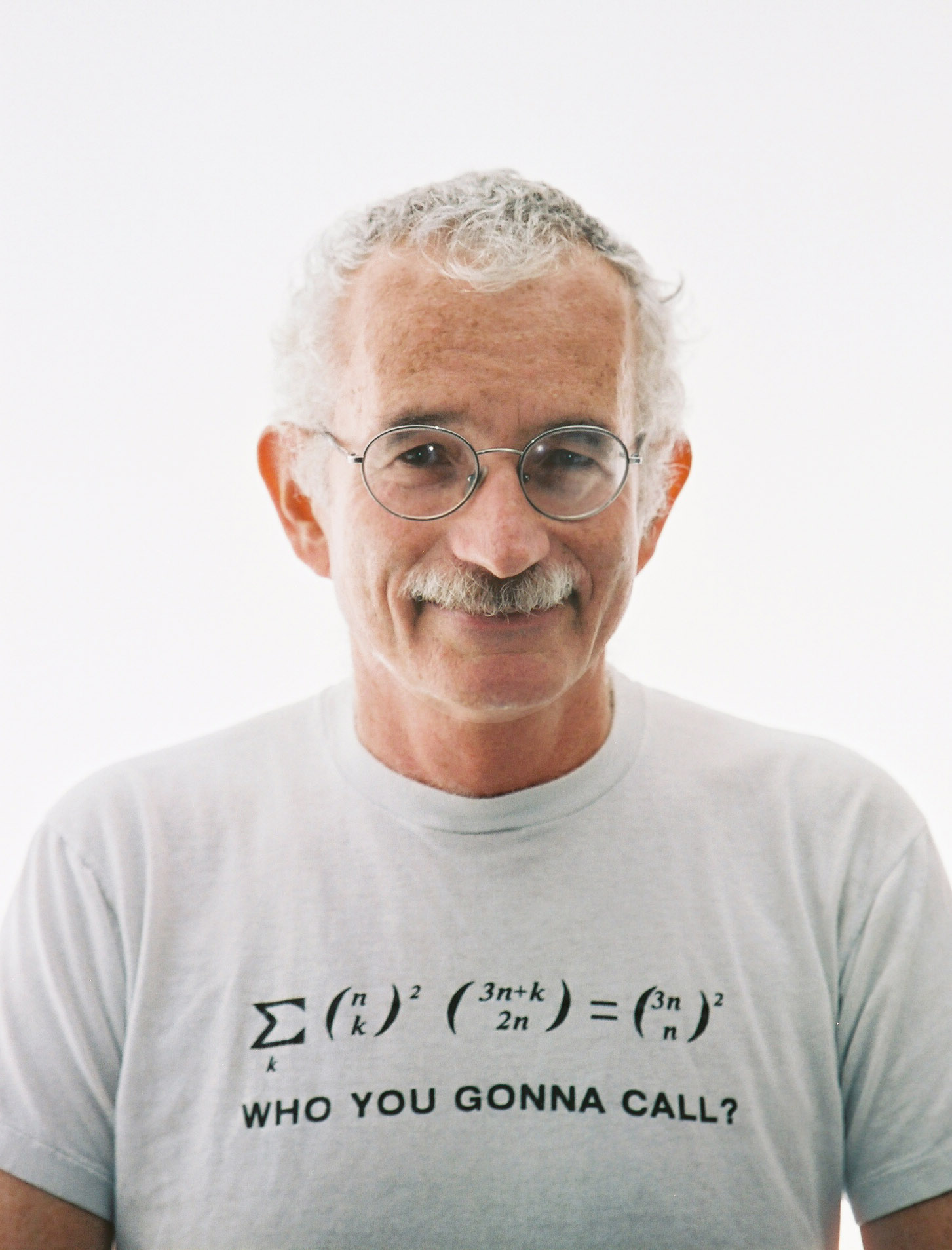
Doron Zeilberger

- 10 janvier : Stanisław Krajewski, philosophe et mathématicien polonais.
- 30 janvier : Andreï Bolibroukh (mort en 2003), mathématicien soviétique et russe.
- 18 février : Guy Métivier, mathématicien français.
- 19 février : Jean-Dominique Lebreton, biomathématicien français.
- 4 mars : Wolfgang Arendt, mathématicien allemand.
- 18 mars : Tudor Ratiu, mathématicien américain et roumain.
- 16 mars : Fabrizio Catanese, mathématicien italien.
- 28 avril : Marie-Françoise Roy, mathématicienne française.
- 13 mai : Sergiu Klainerman, mathématicien roumain naturalisé américain.
- 24 mai : Stevan Pilipović, mathématicien serbe.
- 6 juin : Brigitte Vallée, mathématicienne et algorithmicienne française.
- 22 juin : Benedict Gross, mathématicien américain.
- 29 juin : Michel Granger, mathématicien français.
- 2 juillet : Doron Zeilberger, mathématicien et informaticien israélo-américain.
- 13 juillet : Piergiorgio Odifreddi, mathématicien et écrivain italien.
- 20 juillet : László Babai, professeur de mathématiques et d'informatique hongrois.
- 26 juillet : Paul Seymour, mathématicien anglais.
- 1er août : Hervé Moulin, mathématicien et économiste français.
- 14 octobre : Ciro Ciliberto, mathématicien italien.
- 23 octobre : Richard Schoen, mathématicien américain.
- 5 novembre : Paul Van Dooren, mathématicien belge.
- 18 novembre : Gilles Pisier, mathématicien français.
- 20 décembre : 
  - Geoffrey Grimmett, mathématicien britannique.
  - János Pintz, mathématicien hongrois.
- 26 décembre : Carolyn Gordon, mathématicienne américaine.
- 27 décembre :
  - Jacques Blum, mathématicien français.
  - Mark Goresky, mathématicien canadien.
  - Andreï Sousline (mort en 2018), mathématicien soviétique puis russe.
- 28 décembre :
  - Clifford Cocks, mathématicien et cryptographe britannique.
  - Frank Kelly, mathématicien britannique.
- Lucien Birgé, mathématicien français.
- Don Coppersmith, mathématicien et cryptologue américain.
- Gérard Cornuéjols, mathématicien français.
- Jean Écalle, mathématicien français.
- Jeff Kahn, mathématicien américain.
- Rémi Langevin, mathématicien français.
- Malcolm J. Williamson (mort en 2015), mathématicien et cryptographe britannique.

## Décès

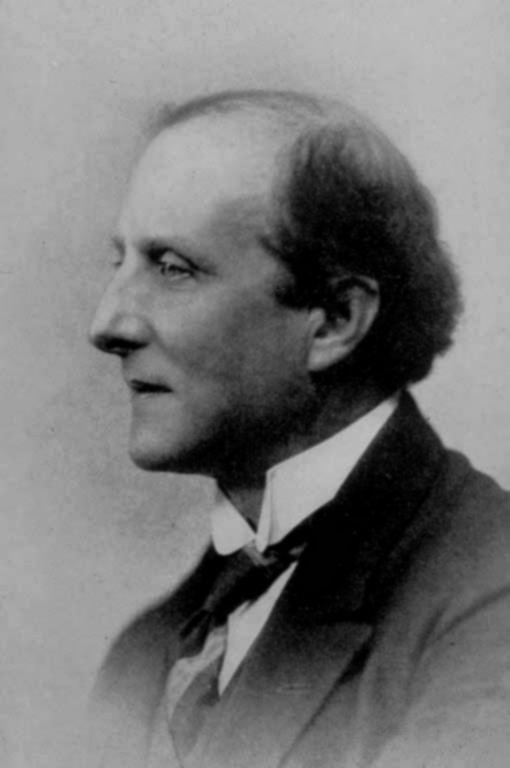
Constantin Carathéodory

- 16 janvier : Ali Moustafa Mosharafa (né en 1889), mathématicien égyptien.
- 18 janvier : André Sainte-Laguë (né en 1882), mathématicien français, pionnier de la théorie des graphes.
- 28 janvier : Nikolaï Louzine (né en 1883), mathématicien russe.
- 2 février : Constantin Carathéodory (né en 1873), mathématicien grec.
- 14 février : Karel Petr (né en 1868), mathématicien tchèque.
- 21 février : Gerhard Kowalewski (né en 1876), mathématicien allemand.
- 9 mai : Esteve Terradas (né en 1883), mathématicien et ingénieur espagnol.
- 9 août : Rudolf Fueter (né en 1880), mathématicien suisse.
- 31 août : Subbayya Sivasankaranarayana Pillai (né en 1901), mathématicien indien.
- 21 septembre : Edward Arthur Milne (né en 1896), mathématicien et astrophysicien britannique.
- 22 octobre : Isabel Maddison (née en 1869), mathématicienne britannique.
- 8 décembre : Nanny Cedercreutz (née en 1866), mathématicienne finlandaise.
- 13 décembre : Abraham Wald (né en 1902), mathématicien hongrois.
- 31 décembre : Yoshio Mikami (né en 1875), mathématicien japonais et historien du wasan.
- Mina Teicher, mathématicienne israélienne.